# Unguiblossia cauduliger
Espèce
Unguiblossia cauduliger est une espèce de solifuges de la famille des Melanoblossiidae.

## Distribution
Cette espèce est endémique de Namibie. Elle se rencontre vers Gobabeb.

## Description
La femelle holotype mesure 16 mm.

## Publication originale
- Lawrence, 1967  : Additions to the fauna of South West Africa: Solifuges, Scorpions and Pedipalpi. Scientific Papers of the Namib Desert Research Station, no 34, p. 1-19.